# Front 242
Front 242 är ett belgiskt synthband som bildades 1981 i Bryssel av Daniel Bressanutti och Dirk Bergen. Bandet brukar räknas som en av de huvudsakliga skaparna av musikstilen EBM (Electronic Body Music). Under 1980-talet gjorde Front 242 sig kända genom sin utpräglade militära estetik med starka, fysiska och publiknära framträdanden. Genom åren har dock bandet ändrat stil mellan olika skivor.

## Historik
1981 bildades Front 242 av Bressanutti (tidigare medlem i bandet Prothese) och Bergen. Med en 4-kanalsbandspelare spelade de in singeln Principles som släpptes på skivbolaget New Dance i oktober. Någon månad senare anslöt sig sångaren Jean-Luc de Meyer och synthprogrammeraren Patrick Codenys, båda tidigare medlemmar i bandet Under Viewer.
1982 släppte bandet singeln U-Men, vilken följdes av debutskivan Geography. Skivan var relativt experimentell till sin natur och enbart två låtar (U-Men och Operating Tracks) hade strukturerad vers och refräng. 1983 hoppade Bergen av bandet och ersattes med trumslagaren Richard Jonkheere från bandet Tranik Ind. Jonckheere valde att kalla sig Richard 23, Richard JK och R23. Samma år kom maxisingeln Endless Riddance ut. 
I oktober 1984 kom No Comment (EP) vilket var Front 242:s första inspelning i en 24-kanalsstudio. Skivan hade en betydligt mer aggressiv ljudbild än debuten och sägs vara bidragande orsak till genren EBM. Enligt Patrik Codenys finner man "relations between EBM and bio-mechanics, and in our music we try to assert a compatibility between instinct, sweat, flesh, muscles, fever, and electricity, machines, computers and programs". Senare samma år skrev Front 242 kontrakt med amerikanska Wax Trax! Records. Under de kommande åren växte skivbolaget kraftigt, liksom dess rykte som ett andra hem för många europeiska synth- och industriband med aggressiv framtoning. 
I december 1985 gavs maxisingeln Politics of Pressure ut. På skivan fanns låten Don't Crash som hade en för bandet ovanligt känslofylld text, vilket kan bero på att det inte är sångaren de Meyer som skrivit den, utan hans väninna, modellen Valerie Steele. 1986 skrev Front 242 kontrakt med belgiska RRE (Red Rhino Europe) och släppte singeln Interception som innehöll klubbhitarna Aggressiva och Quite Unusual. 1987 fortsatte bandet på sitt militära tema i och med albumet Official Version. 
1988 släpptes singeln Headhunter, vilken är en av de mest kända låtar Front 242 gjort. Dess säregna svartvita video med äggtema regisserades av fotografen Anton Corbijn och är inspelad vid Atomium i Bryssel. På baksidan fanns låten Welcome to Paradise, ett praktexempel på hur Front 242 använder sig av sampling i sin musik genom att spela in röster från filmer och nyhetssändningar. Som kuriosum kan nämnas att omkring tre fjärdedelar av all Front 242:s musik är samplad, och då inte bara röster utan även trummor och basgångar. I början samplade gruppen med hjälp av rullbandmanipulation. Först till skivan Official Version införskaffades en digital sampler, en Emulator EMU-II som kostade 8 000 dollar när den kom ut 1985. Med sina 512 kB minne kunde spela in 17,6 sekunder med 27,5 kHz samplingsfrekvens i mono med 8 bitars kvalitet. 1988 kom även det fjärde albumet, Front by Front, och 1989 släpptes singeln Never Stop!
1990 bytte Front 242 ut Wax Trax! mot det amerikanska skivbolaget CBS Epic. Orsaken var att Wax Trax! inte längre kunde växa i samma takt som Front 242. Dittills hade bandet gjort det mesta själva, men i och med avtalet med CBS Epic hade de folk som jobbade åt dem på heltid. 1991 kom skivan Tyranny >For You<, vilken föregicks av singeln Tragedy >For You< vars video spelades en hel del på MTV. 
Under 1993 släpptes 06:21:03:11 Up Evil och 05:22:09:12 Off. (Byter man ut siffrorna mot bokstäver utefter alfabetet blir titlarna betydligt enklare att uttala, ”FUCK UP EVIL” respektive ”EVIL OFF”.) På dessa skivor experimenterade bandet med hiphop, techno och pop, och bröt tämligen radikalt med sitt tidigare sound. Under en USA-turné lämnade Jonckheere (R23) bandet och ersattes av bröderna Jean-Marc och Pierre Pauly. I samband med det hoppade även de Meyer av för att istället ägna sig åt banden Cobalt 60 och C-Tec.
Först efter tio år (och några liveskivor och album med remixade låtar) släppte Front 242 en ny studioinspelad skivan med originalmedlemmarna, Pulse (2003). Skivan var i mycket en återgång till soundet på Tyranny >For You<, med valda delar av 06:21:03:11 Up Evil och 05:22:09:12 Off. Technosoundet från turnerandet i slutet av 1990-talet satte även viss prägel på Pulse.

### Spelningar i Sverige
Front 242 har under årens lopp spelat ett stort antal gånger i Sverige, där man gjorde sina första framträdanden 1985. Man har även spelat i Sverige 1987, 1989, 1991, 1993 (Hultsfredsfestivalen). Man spelade åter i Sverige 1997 och 2003 (Arvikafestivalen) samt på Tinnitusfestivalen 2002 och 2006. 2012 2014 spelade bandet i Malmö, Stockholm och Göteborg. Sin senaste Sverigespelning gjorde Front 242 i Stockholm 1 december 2024 på Berns.

## Diskografi

### Album
- Geography (1982)
- No Comment (1984)
- Back Catalogue (1987)
- Official Version (1987)
- Front by Front (1988)
- Tyranny >For You< (1991)
- Live Target (1992) – från början en bootleg, som fick officiell distribution tack vare den höga kvaliteten
- 06:21:03:11 Up Evil (1993)
- 05:22:09:12 Off (1993)
- Angels Versus Animals (1993) – remixalbum
- Live Code (1994)
- Mut@ge.Mix@ge (1995)
- Re-Boot: Live '98 (1998)
- Pulse (2003)

### Singlar och EP
- Principles (1981)
- U-Men (1982)
- Endless Riddance (1983)
- Two in One (1983)
- Live in Chicago (1984)
- Politics of Pressure (1985)
- Interception (1986)
- Masterhit (1987)
- Headhunter (1988)
- Never Stop! (1989)
- Tragedy >For You< (1990)
- Mixed by Fear (1991)
- Rhythm of Time (1991)
- Religion (1993)
- Animal (1993)
- Headhunter 2000 (1998)
- Still & Raw (2003)

### Video
- Integration Eight x Ten (1992)

### DVD
- Catch The Men (2005)